# Saison 1932-1933 du FC Mulhouse
Chronologie
Saison suivante
La saison 1932-1933 du Football Club de Mulhouse, ou FC Mulhouse, est la première saison du club mulhousien sous l'ère du professionnalisme.
Le FCM participe donc à la première édition du Championnat de France de football, ainsi qu'à la 16e édition de la Coupe de France.

## Résumé de la saison

### Championnat de France de football
Le premier championnat de France de football professionnel est divisé en deux poules. Le FC Mulhouse est placé dans le groupe A. Le club joue son premier match professionnel le 11 septembre 1932 face au Club français, un club parisien. C'est une défaite deux buts à trois, où les buteurs mulhousiens sont Kaufmann et Bilger.
À l'issue de cette première journée, les Alsaciens professionnels sont sixième sur dix. Mais après une défaite lors de la journée suivante, ils sont neuvième, et malgré une première victoire lors de la troisième journée face au Hyères FC, ils se classent derniers à l'issue de la cinquième journée.
La saison est globalement compliquée, malgré une victoire 6-2 face à l'Excelsior de Roubaix lors de la septième journée. Néanmoins, à la trêve, le FC Mulhouse se classe huitième; il n'a engrangé que cinq points en neuf matchs dont deux victoires, un nul, et quatre défaites, et a une différence de but de -4. Dès la première journée du cycle-retour, le FCM ne parvient pas à s'imposer et retrouve sa place de dernier. Jusqu'à la journée 14, c'est cependant le Hyères FC qui est en queue de classement, le FCM n'étant classé que neuvième, avec deux points de plus que le HFC.
Le FC Mulhouse ayant la plus mauvaise différence de buts, lorsque Hyères a pu le rattraper, il a revêtu à nouveau les habits de lanterne rouge. Il conserve cette place jusqu'à la fin du championnat et a donc, à égalité avec l'Olympique d'Alès, le titre de premier dernier de championnat de France de football professionnel.

### Coupe de France de football
En trente-deuxième de finale, épreuve-reine de ce championnat dans la mesure où elle oppose les clubs professionnels et les clubs amateurs, le FC Mulhouse affronte le Stade Béthunois le dimanche 18 décembre 1932 à Béthune. Le club s'en sort plutôt bien en remportant le match par trois buts à zéro.
Les seizièmes de finale opposent le FC Mulhouse à un autre club de Championnat National professionnel: le Stade rennais Université Club. Le contexte de ce match est différent pour les deux clubs: le 8 janvier 1933, alors que Mulhouse est deuxième moitié de classement du groupe A et a du mal à sortir la tête de l'eau, Rennes est en première moitié de classement du groupe B, à deux points du leader. Lors d'un match serré où les Mulhousiens n'ont certainement pas démérité, les Rennais parviennent néanmoins à prendre le dessus et gagnent par quatre buts à trois.

## Classement final
| Rang | Équipe                  | Pts | J  | G  | N | P  | Bp | Bc | GA    |
| ---- | ----------------------- | --- | -- | -- | - | -- | -- | -- | ----- |
| 1    | Olympique lillois       | 28  | 18 | 14 | 0 | 4  | 41 | 23 | 1,783 |
| 2    | Olympique de Marseille  | 23  | 18 | 10 | 3 | 5  | 40 | 24 | 1,667 |
| 3    | RC Paris                | 21  | 18 | 8  | 5 | 5  | 40 | 36 | 1,111 |
| 4    | FC Sète                 | 20  | 18 | 8  | 4 | 6  | 32 | 32 | 1     |
| 5    | SC Nîmes                | 19  | 18 | 8  | 3 | 7  | 37 | 38 | 0,974 |
| 6    | Excelsior AC Roubaix CF | 18  | 18 | 5  | 8 | 5  | 32 | 37 | 0,865 |
| 7    | OGC Nice                | 15  | 18 | 5  | 5 | 8  | 26 | 32 | 0,813 |
| 8    | Club français           | 13  | 18 | 5  | 3 | 10 | 43 | 50 | 0,86  |
| 9    | Hyères FC               | 12  | 18 | 4  | 4 | 10 | 22 | 29 | 0,759 |
| 10   | FC Mulhouse             | 11  | 18 | 4  | 3 | 11 | 36 | 48 | 0,75  |

Résultat
- Qualifié pour la finale du championnat

Relégation
- 8e, 9e et 10e : relégation en Division 2

Abréviations
CF : Vainqueur de la Coupe de France 1932-1933